# PR1/Mathiasen Motorsports
PR1/Mathiasen Motorsports est une écurie de sport automobile américaine fondée en 1990. L'écurie participe au actuellement au championnat américain WeatherTech SportsCar Championship en y faisant courir des Oreca 07 dans la catégorie LMP2.

## Histoire
Le nom de l'écurie fait suite à une fusion entre PR1 Motorsports et Mathiasen Motorsports, deux équipes qui étaient engagées dans le championnat de monoplace nord-américain la Formule Atlantic. Cette fusion permet à l'écurie de s'engager dans l'American Le Mans Series en 2010 dans la catégorie LMPC.
Après sept saisons de participation avec la Oreca FLM09, le team engage en 2017 une Ligier JS P217 en WeatherTech SportsCar Championship.

## Résultats en compétition automobile

### Résultats aux24 Heures du Mans
| Année | Classe | no | Pilotes                                   | Voiture  | Pneus | Tours | Pos. | Pos. cat. |
| ----- | ------ | -- | ----------------------------------------- | -------- | ----- | ----- | ---- | --------- |
| 2021  | LMP2   | 24 | Patrick Kelly Gabriel Aubry Simon Trummer | Oreca 07 | G     | 261   | Abd. | Abd.      |

### Résultats enWeatherTech SportsCar Championship
| Année | Classe | no | Châssis        | Moteur                     | 1      | 2      | 3      | 4     | 5      | 6     | 7     | 8      | 9     | 10     | 11 | Classement | Points |
| ----- | ------ | -- | -------------- | -------------------------- | ------ | ------ | ------ | ----- | ------ | ----- | ----- | ------ | ----- | ------ | -- | ---------- | ------ |
| 2017  | P      | 52 | Ligier JS P217 | Gibson GK428 4,2 l V8 Atmo | DAY 9  | SEB 7  | LBH 5  | AUS 9 | BEL 10 | WGL 4 | MOS 8 | ELK 7  | LGA 7 | ATL 10 |    | 7e         | 237    |
| 2018  | P      | 52 | Ligier JS P217 | Gibson GK428 4,2 l V8 Atmo | DAY 12 | SEB 11 | LBH 11 | MOH 6 | BEL 8  | WGL 9 | MOS 9 | ELK 13 | LGA 8 | ATL 12 |    | 12e        | 211    |
| 2019  | LMP2   | 52 | Oreca 07       | Gibson GK428 4,2 l V8 Atmo | DAY 4  | SEB 2  | MOH 1  | WGL 1 | MOS 1  | ELK 1 | LGA 1 | ATL 1  |       |        |    | 1re        | 270    |
| 2020  | LMP2   | 52 | Oreca 07       | Gibson GK428 4,2 l V8 Atmo | DAY 2  | SEB 1  | ELK 4  | ATL 1 | ATL 4  | LGA 1 | SEB 1 |        |       |        |    | 1re        | 196    |
| 2021  | LMP2   | 52 | Oreca 07       | Gibson GK428 4,2 l V8 Atmo | DAY    | DAY    | SEB 1  | WGL 2 | WGL 1  | ELK 3 | LGA 1 | ATL 2  |       |        |    | 1re        | 2162   |
| 2021  | LMP2   | 52 | Oreca 07       | Gibson GK428 4,2 l V8 Atmo | Q 1    | R 7    | SEB 1  | WGL 2 | WGL 1  | ELK 3 | LGA 1 | ATL 2  |       |        |    | 1re        | 2162   |
| 2022  | LMP2   | 11 | Oreca 07       | Gibson GK428 4,2 l V8 Atmo | DAY    | DAY    | SEB    | LGA   | MOH    | WGL   | ELK   | ATL    |       |        |    |            |        |
| 2022  | LMP2   | 11 | Oreca 07       | Gibson GK428 4,2 l V8 Atmo | Q 1    | R 4    | SEB    | LGA   | MOH    | WGL   | ELK   | ATL    |       |        |    |            |        |
| 2022  | LMP2   | 52 | Oreca 07       | Gibson GK428 4,2 l V8 Atmo | DAY    | DAY    | SEB    | LGA   | MOH    | WGL   | ELK   | ATL    |       |        |    |            |        |
| 2022  | LMP2   | 52 | Oreca 07       | Gibson GK428 4,2 l V8 Atmo | Q 2    | R 7    | SEB    | LGA   | MOH    | WGL   | ELK   | ATL    |       |        |    |            |        |

## Pilotes
- Robert Alon (en) (2016)
- Gabriel Aubry (2019-2021)
- Jonathan Bomarito (2022)
- Marco Bonanomi (2017)
- Nicholas Boulle (2016-2018, 2020)
- Dane Cameron (2014)
- Julien Canal (2017)
- David Cheng (2011, 2013-2014)
- Luis Díaz (2010, 2013)
- Ken Dobson (2011-2012)
- Javier Echeverría (2011)
- R. C. Enerson (en) (2017)
- Alex Figge (en) (2010-2011)
- Anders Fjordbach (2019)
- Marino Franchitti (2012)
- Ricardo González (2010)
- Roberto González (2018)
- Mike Guasch (2013-2015, 2017)
- Enzo Guibbert (2019)
- José Gutiérrez (en) (2016-2017)
- Scott Huffaker (2020-2022)
- Max Hyatt (2010)
- Gunnar Jeannette (2014)
- Mikkel Jensen (2021-2022)
- Elton Julian (2012)
- Rudy Junco Jr. (2012)
- Ben Keating (2020-2022)
- Dalton Kellett (en) (2019)
- Patrick Kelly (2019-2021)
- Tom Kimber-Smith (2015-2017)
- Kenton Koch (2017)
- Mark Kvamme (2019)
- Nicolas Lapierre (2021-2022)
- Butch Leitzinger (2011-2012)
- Ryan Lewis (2010-2011, 2017)
- Eric Lux (2019)
- Miles Maroney (2011)
- Matt McMurry (2019)
- Frankie Montecalvo (2014)
- Andrew Novich (2015)
- David Ostella (en) (2013, 2017)
- Will Owen (2017)
- Andrew Palmer (en)
- Tom Papadopoulos (2010)
- Josh Pierson (2022)
- Spencer Pigot (2020)
- Olivier Pla (2017)
- Henri Richard (2011)
- Sebastián Saavedra (2018)
- Steven Thomas (2022)
- Harry Tincknell (2022)
- Simon Trummer (2020-2021)
- Rene Villeneuve (2011)
- Gustavo Yacamán (2018)